# Allium fuscoviolaceum
Allium fuscoviolaceum är en amaryllisväxtart som beskrevs av Aleksandr Vasiljevitj Fomin. Allium fuscoviolaceum ingår i släktet lökar, och familjen amaryllisväxter. Inga underarter finns listade i Catalogue of Life.